# Cristóbal Emilio Torres Ruiz
Cristóbal Emilio Torres Ruiz, més conegut com a Curro Torres és un exfutbolista català, nascut a Ahlen (Alemanya) el 27 de desembre de 1976. Va acabar la seva carrera jugant al Nàstic de Tarragona, però a l'equip on més va destacar va ser al València CF.

## Internacional
Va debutar amb la selecció espanyola el 14 de novembre de 2001 en un partit disputat a Huelva que Espanya va guanyar a Mèxic. Va participar en el mundial de Corea i Japó 2002. Va jugar també un matx amb la selecció de futbol de Catalunya contra el Brasil.

## Palmarès

### Títols estatals
| Títol           | Club        | País          | Any       |
| --------------- | ----------- | ------------- | --------- |
| Lliga espanyola | València CF | País Valencià | 2001-2002 |
| Lliga espanyola | València CF | País Valencià | 2003-2004 |

### Internacionals
| Títol              | Club        | País          | Any       |
| ------------------ | ----------- | ------------- | --------- |
| Copa de la UEFA    | València CF | País Valencià | 2003-2004 |
| Supercopa d'Europa | València CF | País Valencià | 2004-2005 |